# Fusisporium aurantiacum
Fusisporium aurantiacum är en svampart som beskrevs av Link 1809. Fusisporium aurantiacum ingår i släktet Fusisporium och familjen Nectriaceae.   Inga underarter finns listade i Catalogue of Life.